# Альфа-аминомасляная кислота
α-Аминома́сляная кислота (AABA, бутирин, этилглицин) — органическое соединение, α-аминокислота, образующаяся в живых организмах в процессе метаболизма белков, но не была обнаружена в естественных пептидах (то есть является непротеиногенной аминокислотой). В организме человека она участвует, например, в биосинтезе офтальмовой кислоты.
Как и другие аминокислоты, может существовать в виде двух стереоизомеров: D-бутирина и L-бутирина.